# Liste des monuments aux morts dans le Jura
Pour un article plus général, voir Liste des œuvres d'art du département du Jura.
Cet article vise à recenser les monuments aux morts dans le Jura, en France.

## Liste
Les monuments sont classés par ordre alphabétique de communes, ou anciennes communes. Si une commune possède plusieurs monuments, ils sont classés par ordre chronologique des conflits commémorés.
| Œuvre                                                               | Auteur                                              | Commune                  | Localisation                                                               | Notes | Installation | Coordonnées                      | Illustration                                                                                   |
| ------------------------------------------------------------------- | --------------------------------------------------- | ------------------------ | -------------------------------------------------------------------------- | --- | ------------ | -------------------------------- | ---------------------------------------------------------------------------------------------- |
| Monument aux morts                                                  | À déterminer                                        | Abergement-la-Ronce      | À déterminer                                                               | | 1921         | 47° 04′ 17″ nord, 5° 21′ 56″ est | Monument aux morts d'Abergement-la-Ronce                                                       |
| Monument aux morts                                                  | À déterminer                                        | Abergement-le-Petit      | Mairie                                                                     | Plaque. | À déterminer | à géolocaliser                   | Image manquante                                                                                |
| Monument aux morts                                                  | À déterminer                                        | Aiglepierre              | Sur la place des Tilleuls                                                  | | À déterminer | à géolocaliser                   | Monument aux morts                                                                             |
| Monument aux morts de 1914-1918                                     | À déterminer                                        | Alièze                   | Intersection de la rue du Monument et de la rue du Presbytère              | | À déterminer | 46° 35′ 16″ nord, 5° 34′ 35″ est | Monument aux morts de 1914-1918 d'Alièze                                                       |
| Monument aux résistants exécutés le 8 mars 1944                     | À déterminer                                        | Alièze                   | Au lieu-dit « les Rippes »                                                 | | À déterminer | à géolocaliser                   | Image manquante                                                                                |
| Monument aux morts                                                  | À déterminer                                        | Amange                   | À côté de l'école, au bord de la RD 10                                     | | À déterminer | 47° 09′ 57″ nord, 5° 33′ 54″ est | Monument aux morts d'Amange                                                                    |
| Monument aux morts                                                  | À déterminer                                        | Andelot-en-Montagne      | Dans le cimetière                                                          | | 1922         | à géolocaliser                   | Image manquante                                                                                |
| Monument aux morts d'Andelot-lès-Saint-Amour                        | À déterminer                                        | Andelot-Morval           | À déterminer                                                               | | À déterminer | 46° 25′ 38″ nord, 5° 25′ 00″ est | Monument aux morts d'Andelot-lès-Saint-Amour                                                   |
| Monument aux morts                                                  | À déterminer                                        | Annoire                  | À côté de l'église Saint-Albin                                             | | À déterminer | 46° 57′ 26″ nord, 5° 16′ 39″ est | Monument aux morts d'Annoire                                                                   |
| Monument aux morts de 1870-1871                                     | À déterminer                                        | Arbois                   | Dans le cimetière                                                          | | À déterminer | à géolocaliser                   | Image manquante                                                                                |
| Monument aux morts                                                  | Jules Viennet                                       | Arbois                   | Route de Lyon                                                              | | 1924         | à géolocaliser                   | Monument aux morts                                                                             |
| Monument aux morts                                                  | À déterminer                                        | Archelange               | À côté de la mairie et de l'église Saint-Hubert                            | | À déterminer | 47° 08′ 49″ nord, 5° 30′ 50″ est | Monument aux morts d'Archelange                                                                |
| Monument aux morts                                                  | À déterminer                                        | Ardon                    | Sur une façade de la mairie                                                | Plaque. | À déterminer | à géolocaliser                   | Monument aux morts                                                                             |
| Monument aux morts                                                  | À déterminer                                        | Aresches                 | Dans l'église Saint-Millan                                                 | | À déterminer | à géolocaliser                   | Image manquante                                                                                |
| Monument aux morts d'Aresches et Thésy                              | À déterminer                                        | Aresches                 | RD 78                                                                      | | À déterminer | 46° 54′ 05″ nord, 5° 54′ 41″ est | Monument aux morts d'Aresches et Thésy                                                         |
| Monument aux morts                                                  | À déterminer                                        | Arinthod                 | À déterminer                                                               | | 1921         | à géolocaliser                   | Image manquante                                                                                |
| Monument aux morts                                                  | À déterminer                                        | Arlay                    | Dans l'église Saint-Vincent                                                | | À déterminer | à géolocaliser                   | Image manquante                                                                                |
| Monument aux morts                                                  | À déterminer                                        | Arlay                    | Devant la mairie                                                           | | À déterminer | 46° 45′ 39″ nord, 5° 31′ 46″ est | Monument aux morts d'Arlay                                                                     |
| Monument aux morts                                                  | À déterminer                                        | Aromas                   | À côté de l'église Saint-André                                             | | À déterminer | 46° 17′ 31″ nord, 5° 28′ 51″ est | Monument aux morts d'Aromas                                                                    |
| Buste de Poilu avec drapeau (monument aux morts)                    | Copie d'après Charles-Eugène Breton                 | Arsure-Arsurette         | À déterminer                                                               | | À déterminer | 46° 43′ 18″ nord, 6° 04′ 54″ est | Monument aux morts d'Arsure-Arsurette                                                          |
| Monument aux morts                                                  | À déterminer                                        | Asnans-Beauvoisin        | En face de la mairie                                                       | | 1920         | 46° 57′ 00″ nord, 5° 24′ 41″ est | Monument aux morts d'Asnans-Beauvoisin                                                         |
| Monument aux morts                                                  | À déterminer                                        | Augea                    | À déterminer                                                               | | 1921         | 46° 33′ 18″ nord, 5° 24′ 42″ est | Monument aux morts d'Augea                                                                     |
| Monument aux morts                                                  | À déterminer                                        | Augerans                 | À côté de l'église Saint-Nicet                                             | | À déterminer | 47° 01′ 11″ nord, 5° 34′ 47″ est | Monument aux morts d'Augerans                                                                  |
| Monument aux morts                                                  | À déterminer                                        | Augisey                  | Route de Beaufort                                                          | | À déterminer | à géolocaliser                   | Monument aux morts                                                                             |
| Monument aux morts                                                  | À déterminer                                        | Aumont                   | RD 9                                                                       | | À déterminer | 46° 54′ 40″ nord, 5° 38′ 14″ est | Monument aux morts d'Aumont                                                                    |
| Monument aux morts                                                  | À déterminer                                        | Aumur                    | Dans le cimetière                                                          | | 1910         | 47° 03′ 34″ nord, 5° 20′ 49″ est | Monument aux morts d'Aumur                                                                     |
| Monument aux morts                                                  | À déterminer                                        | Authume                  | Dans le cimetière                                                          | | À déterminer | à géolocaliser                   | Image manquante                                                                                |
| Monument aux morts                                                  | À déterminer                                        | Auxange                  | Dans le cimetière, à côté de l'église de l'Assomption-de-la-Mère-de-Dieu   | | À déterminer | à géolocaliser                   | Monument aux morts                                                                             |
| Monument aux morts                                                  | À déterminer                                        | Avignon-lès-Saint-Claude | Devant la mairie                                                           | | 1921         | 46° 23′ 24″ nord, 5° 50′ 44″ est | Monument aux morts d'Avignon-lès-Saint-Claude                                                  |
| Monument aux morts                                                  | À déterminer                                        | Balaiseaux               | À déterminer                                                               | | 1923         | 46° 57′ 46″ nord, 5° 27′ 56″ est | Monument aux morts de Balaiseaux                                                               |
| Monument aux morts                                                  | À déterminer                                        | Balanod                  | Dans la chapelle de Tous-les-Saints                                        | | À déterminer | à géolocaliser                   | Monument aux morts                                                                             |
| Monument aux morts                                                  | À déterminer                                        | Balanod                  | Intersection de la rue des Fontaines et de la route de Saint-Amour (RD 51) | | À déterminer | 46° 27′ 23″ nord, 5° 21′ 18″ est | Monument aux morts de Balanod                                                                  |
| Monument aux morts                                                  | À déterminer                                        | Bans                     | À déterminer                                                               | | À déterminer | 46° 58′ 51″ nord, 5° 34′ 50″ est | Monument aux morts de Bans                                                                     |
| Monument aux morts                                                  | À déterminer                                        | Barésia-sur-l'Ain        | À déterminer                                                               | | À déterminer | à géolocaliser                   | Image manquante                                                                                |
| Monument aux morts de Barretaine et Champvaux                       | À déterminer                                        | Barretaine               | À côté de l'église Saint-Savin                                             | | À déterminer | 46° 49′ 14″ nord, 5° 42′ 34″ est | Monument aux morts de Barretaine et Champvaux                                                  |
| Monument aux morts de 1914-1918                                     | À déterminer                                        | Baume-les-Messieurs      | Dans l'église abbatiale Saint-Pierre                                       | | À déterminer | à géolocaliser                   | Monument aux morts de 1914-1918                                                                |
| Monument aux morts                                                  | François Bouffez                                    | Baume-les-Messieurs      | À côté de l'entrée de l'abbaye                                             | | 1922         | à géolocaliser                   | Image manquante                                                                                |
| Monument aux morts                                                  | À déterminer                                        | Baverans                 | Dans le cimetière, à côté de l'église Saint-Pierre                         | | À déterminer | à géolocaliser                   | Monument aux morts                                                                             |
| Monument aux morts                                                  | À déterminer                                        | Beaufort                 | À déterminer                                                               | | À déterminer | à géolocaliser                   | Monument aux morts                                                                             |
| Monument aux résistants martyrs                                     | À déterminer                                        | Beaufort                 | RN 83, en face de la poste                                                 | | À déterminer | à géolocaliser                   | Image manquante                                                                                |
| Monument aux morts                                                  | À déterminer                                        | Bellecombe               | Sur la façade de la mairie                                                 | Plaque. | À déterminer | à géolocaliser                   | Image manquante                                                                                |
| Monument aux morts                                                  | À déterminer                                        | Bellefontaine            | À côté de l'église Saint-Renobert                                          | | 1921         | 46° 33′ 31″ nord, 6° 04′ 00″ est | Monument aux morts de Bellefontaine                                                            |
| Poilu au repos (monument aux morts)                                 | Copie d'après Étienne Camus                         | Belmont                  | Intersection du chemin de l'Église et de la rue du Val d'Amour (RD 7)      | | 1923         | 47° 00′ 58″ nord, 5° 35′ 45″ est | Monument aux morts de Belmont                                                                  |
| Monument aux morts de Bersaillin, du Bouchaud et du Viseney         | À déterminer                                        | Bersaillin               | À déterminer                                                               | | À déterminer | 46° 51′ 23″ nord, 5° 36′ 07″ est | Monument aux morts de Bersaillin                                                               |
| Monument aux morts                                                  | À déterminer                                        | Besain                   | À côté de l'église Saint-Jean-Baptiste                                     | | À déterminer | 46° 47′ 02″ nord, 5° 47′ 48″ est | Monument aux morts de Besain                                                                   |
| Monument aux résistants fusillés le 3 août 1944                     | À déterminer                                        | Besain                   | Rue de Crotenay                                                            | | À déterminer | 46° 46′ 43″ nord, 5° 47′ 36″ est | Monument aux résistants fusillés le 3 août 1944                                                |
| Monument aux morts                                                  | À déterminer                                        | Biarne                   | À côté de l'église Saint-Jean-Baptiste                                     | | 1921         | 47° 08′ 45″ nord, 5° 27′ 28″ est | Monument aux morts de Biarne                                                                   |
| Monument aux morts de 1914-1918                                     | À déterminer                                        | Bief-des-Maisons         | Dans l'église de la Visitation-de-la-Vierge                                | Plaque. | À déterminer | à géolocaliser                   | Image manquante                                                                                |
| Poilu mourant (monument aux morts)                                  | Copie d'après Jules Déchin                          | Bief-du-Fourg            | À déterminer                                                               | | À déterminer | à géolocaliser                   | Image manquante                                                                                |
| Monument aux morts                                                  | À déterminer                                        | Biefmorin                | RD 9                                                                       | | À déterminer | 46° 53′ 57″ nord, 5° 33′ 21″ est | Monument aux morts de Biefmorin                                                                |
| Monument aux morts                                                  | À déterminer                                        | Billecul                 | Sur la façade de la mairie                                                 | | À déterminer | à géolocaliser                   | Monument aux morts                                                                             |
| Monument aux morts                                                  | À déterminer                                        | Bletterans               | Dans la cour de la mairie                                                  | | 1921         | 46° 44′ 46″ nord, 5° 27′ 13″ est | Monument aux morts de Bletterans                                                               |
| Monument aux résistants martyrs                                     | À déterminer                                        | Bletterans               | Rue du Souvenir, sur une façade                                            | Plaque. | À déterminer | à géolocaliser                   | Image manquante                                                                                |
| Monument aux morts                                                  | À déterminer                                        | Blois-sur-Seille         | À côté de l'église Saint-Gilles                                            | | À déterminer | à géolocaliser                   | Image manquante                                                                                |
| Monument aux morts                                                  | À déterminer                                        | Blye                     | Devant le cimetière                                                        | | À déterminer | 46° 37′ 24″ nord, 5° 42′ 16″ est | Monument aux morts de Blye                                                                     |
| Monument aux morts de 1914-1918                                     | À déterminer                                        | Bois-d'Amont             | Dans l'église de la Nativité-de-la-Vierge                                  | Plaques. | À déterminer | à géolocaliser                   | Image manquante                                                                                |
| Monument aux morts                                                  | À déterminer                                        | Bois-d'Amont             | Dans le cimetière                                                          | | 1922         | 46° 32′ 07″ nord, 6° 08′ 16″ est | Monument aux morts de Bois-d'Amont                                                             |
| Monument aux morts                                                  | À déterminer                                        | Bois-de-Gand             | Sur la facade de l'ancienne mairie                                         | | À déterminer | 46° 49′ 36″ nord, 5° 30′ 02″ est | Monument aux morts de Bois-de-Gand                                                             |
| Monument aux résistants morts dans le combat du 17 juin 1944        | À déterminer                                        | Boissia                  | À déterminer                                                               | | À déterminer | à géolocaliser                   | Monument aux résistants morts dans le combat du 17 juin 1944                                   |
| Monument aux morts                                                  | À déterminer                                        | Bonlieu                  | Sur la façade de la mairie                                                 | | À déterminer | 46° 36′ 01″ nord, 5° 51′ 15″ est | Monument aux morts de Bonlieu                                                                  |
| Monument aux résistants morts dans les combats des 3 et 4 août 1944 | À déterminer                                        | Bonlieu                  | À déterminer                                                               | | À déterminer | 46° 35′ 52″ nord, 5° 52′ 16″ est | Monument aux résistants morts dans les combats des 3 et 4 août 1944                            |
| Monument aux morts                                                  | À déterminer                                        | Bonnaud                  | À déterminer                                                               | | À déterminer | 46° 37′ 09″ nord, 5° 25′ 41″ est | Monument aux morts de Bonnaud                                                                  |
| Monument aux morts                                                  | À déterminer                                        | Bonnefontaine            | Dans le cimetière, à côté de l'église de l'Assomption-de-la-Vierge         | | À déterminer | à géolocaliser                   | Monument aux morts                                                                             |
| Monument aux morts 1914-1918                                        | À déterminer                                        | Bornay                   | Dans l'église de l'Assomption                                              | | À déterminer | à géolocaliser                   | Image manquante                                                                                |
| Monument aux morts                                                  | À déterminer                                        | Bornay                   | À déterminer                                                               | | À déterminer | à géolocaliser                   | Image manquante                                                                                |
| Monument aux morts                                                  | À déterminer                                        | Bourcia                  | Dans la mairie                                                             | Plaque. | À déterminer | à géolocaliser                   | Image manquante                                                                                |
| Monument aux morts                                                  | À déterminer                                        | Bourg-de-Sirod           | Sur la façade de l'ancienne maison d'école                                 | | À déterminer | à géolocaliser                   | Image manquante                                                                                |
| Monument aux morts                                                  | À déterminer                                        | Brainans                 | À déterminer                                                               | | À déterminer | 46° 52′ 13″ nord, 5° 37′ 25″ est | Monument aux morts de Brainans                                                                 |
| Monument aux morts                                                  | À déterminer                                        | Bréry                    | À déterminer                                                               | | À déterminer | 46° 47′ 09″ nord, 5° 34′ 53″ est | Monument aux morts de Bréry                                                                    |
| Monument aux morts                                                  | À déterminer                                        | Bretenières              | À côté de la mairie                                                        | | À déterminer | 46° 55′ 09″ nord, 5° 32′ 31″ est | Monument aux morts de Bretenières                                                              |
| Monument aux résistants morts                                       | À déterminer                                        | Brevans                  | À déterminer                                                               | | À déterminer | à géolocaliser                   | Image manquante                                                                                |
| Monument aux morts                                                  | À déterminer                                        | Briod                    | À déterminer                                                               | | À déterminer | à géolocaliser                   | Image manquante                                                                                |
| Monument aux morts                                                  | À déterminer                                        | Broissia                 | À côté de la mairie                                                        | | À déterminer | à géolocaliser                   | Image manquante                                                                                |
| Monument aux morts                                                  | À déterminer                                        | Buvilly                  | À côté de l'église                                                         | | À déterminer | à géolocaliser                   | Image manquante                                                                                |
| Monument aux morts                                                  | À déterminer                                        | Censeau                  | RD 107, en face de la mairie                                               | | À déterminer | à géolocaliser                   | Image manquante                                                                                |
| Monument aux morts de Cernans, d'Abergement-lès-Thésy et de Clucy   | À déterminer                                        | Cernans                  | À côté de l'église Saint-Pierre                                            | | 1923         | à géolocaliser                   | Monument aux morts de Cernans, d'Abergement-lès-Thésy et de Clucy                              |
| Monument aux morts                                                  | À déterminer                                        | Cernon                   | À côté de l'église Saints-Romain-et-Barula                                 | | À déterminer | 46° 24′ 08″ nord, 5° 38′ 57″ est | Monument aux morts de Cernon                                                                   |
| Monument aux morts                                                  | À déterminer                                        | Cesancey                 | Intersection de la rue de la Mairie et de la rue du Four                   | | 1921         | 46° 37′ 30″ nord, 5° 29′ 57″ est | Monument aux morts de Cesancey                                                                 |
| Monument aux martyrs et aux déportés                                | À déterminer                                        | Cézia                    | À côté de l'église                                                         | | À déterminer | à géolocaliser                   | Image manquante                                                                                |
| Monument aux morts                                                  | À déterminer                                        | Chambéria                | À déterminer                                                               | | À déterminer | 46° 27′ 53″ nord, 5° 33′ 40″ est | Monument aux morts de Chambéria                                                                |
| Monument aux morts                                                  | À déterminer                                        | Chamblay                 | RD 472                                                                     | | 1923         | 46° 59′ 49″ nord, 5° 42′ 33″ est | Monument aux morts de Chamblay                                                                 |
| Monument aux morts                                                  | Copie d'après Jules Déchin                          | Chamole                  | À déterminer                                                               | | À déterminer | à géolocaliser                   | Image manquante                                                                                |
| Monument aux morts                                                  | À déterminer                                        | Champagne-sur-Loue       | À déterminer                                                               | | À déterminer | 47° 02′ 26″ nord, 5° 48′ 53″ est | Monument aux morts de Champagne-sur-Loue                                                       |
| Monument aux morts                                                  | À déterminer                                        | Champagney               | Rue de l'Église                                                            | | À déterminer | 47° 15′ 36″ nord, 5° 30′ 56″ est | Monument aux morts de Champagney                                                               |
| Monument aux morts,                                                 | Pascal Bejeannin                                    | Champagnole              | Rue Progin, à côté du parc Bellefrise                                      | La statue du Poilu écrasant l'aigle allemand (d) réalisée par Charles-Henri Pourquet est détruite par les autorités allemandes pendant l'Occupation. Le coq original réalisé par Prosper Lecourtier est volé dans la nuit du 7 au 8 juin 2014. | 1922         | 46° 44′ 22″ nord, 5° 54′ 52″ est | Image manquante                                                                                |
| Monument aux morts dans la catastrophe du mont Rivel                | À déterminer                                        | Champagnole              | Sur l'entrée murée de la galerie de la carrière de calcaire du mont Rivel  | | À déterminer | 46° 45′ 17″ nord, 5° 55′ 04″ est | Image manquante                                                                                |
| Monument aux morts                                                  | À déterminer                                        | Champdivers              | Dans le cimetière, à côté de l'église Saint-Germain                        | | 1921         | 47° 00′ 34″ nord, 5° 22′ 56″ est | Monument aux morts de Champdivers                                                              |
| Monument aux morts                                                  | À déterminer                                        | Champrougier             | À déterminer                                                               | | À déterminer | 46° 52′ 26″ nord, 5° 31′ 35″ est | Monument aux morts de Champrougier                                                             |
| Monument aux morts de 1914-1918                                     | Henri Bouchard                                      | Champvans                | À côté de la mairie                                                        | | 1920         | à géolocaliser                   | Image manquante                                                                                |
| Monument aux morts                                                  | À déterminer                                        | Champvans                | À côté de la mairie                                                        | | 1946         | à géolocaliser                   | Image manquante                                                                                |
| Monument aux morts                                                  | À déterminer                                        | Chapelle-Voland          | Devant la mairie                                                           | | 1920         | 46° 48′ 08″ nord, 5° 22′ 39″ est | Monument aux morts de Chapelle-Voland                                                          |
| Monument aux morts                                                  | À déterminer                                        | Chapois                  | À côté de l'église Saint-Mayeul                                            | | À déterminer | à géolocaliser                   | Image manquante                                                                                |
| Monument aux morts                                                  | À déterminer                                        | Charchilla               | Rue du Pré Gonnet                                                          | | À déterminer | à géolocaliser                   | Monument aux morts                                                                             |
| Monument aux fusillés le 11 juiillet 1944                           | À déterminer                                        | Charchilla               | RD 470                                                                     | | À déterminer | à géolocaliser                   | Image manquante                                                                                |
| Monument aux morts de Charcier et de Charézier                      | À déterminer                                        | Charcier                 | Dans le cimetière                                                          | | 1920         | à géolocaliser                   | Image manquante                                                                                |
| Monument aux morts                                                  | À déterminer                                        | Charency                 | À déterminer                                                               | | À déterminer | 46° 46′ 11″ nord, 5° 59′ 39″ est | Monument aux morts de Charency                                                                 |
| Monument aux morts                                                  | À déterminer                                        | Château-Chalon           | À déterminer                                                               | | À déterminer | 46° 45′ 16″ nord, 5° 37′ 35″ est | Monument aux morts de Château-Chalon                                                           |
| Monument aux morts                                                  | À déterminer                                        | Château-des-Prés         | À déterminer                                                               | | À déterminer | 46° 29′ 56″ nord, 5° 53′ 56″ est | Monument aux morts de Château-des-Prés                                                         |
| Monument aux morts                                                  | À déterminer                                        | Chatelay                 | À déterminer                                                               | | À déterminer | 47° 01′ 48″ nord, 5° 42′ 16″ est | Monument aux morts de Chatelay                                                                 |
| Monument aux morts                                                  | À déterminer                                        | Châtelneuf               | À déterminer                                                               | | À déterminer | à géolocaliser                   | Image manquante                                                                                |
| Monument aux morts                                                  | À déterminer                                        | Châtenois                | À déterminer                                                               | | À déterminer | 47° 08′ 46″ nord, 5° 33′ 08″ est | Monument aux morts de Châtenois                                                                |
| Monument aux morts                                                  | À déterminer                                        | Châtillon                | À déterminer                                                               | | À déterminer | à géolocaliser                   | Image manquante                                                                                |
| Monument aux morts                                                  | À déterminer                                        | Chaussin                 | À déterminer                                                               | | À déterminer | 46° 58′ 04″ nord, 5° 24′ 25″ est | Monument aux morts de Chaussin                                                                 |
| Le Poilu victorieux (monument aux morts)                            | Copie d'après Eugène Bénet                          | Chaux-des-Crotenay       | À déterminer                                                               | | À déterminer | à géolocaliser                   | Image manquante                                                                                |
| Monument aux morts                                                  | À déterminer                                        | Chemenot                 | À déterminer                                                               | | À déterminer | 46° 52′ 01″ nord, 5° 32′ 00″ est | Monument aux morts de Chemenot                                                                 |
| Monument aux morts                                                  | À déterminer                                        | Chemin                   | Devant la mairie                                                           | | À déterminer | 46° 58′ 47″ nord, 5° 18′ 58″ est | Monument aux morts de Chemin                                                                   |
| Monument aux morts de Saint-Hymetière et de Chemilla                | À déterminer                                        | Chemilla                 | Sur la façade de la mairie                                                 | | À déterminer | 46° 21′ 32″ nord, 5° 33′ 37″ est | Monument aux morts de Saint-Hymetière et de Chemilla                                           |
| Monument aux morts                                                  | À déterminer                                        | Chevigny                 | À déterminer                                                               | | À déterminer | 47° 10′ 33″ nord, 5° 28′ 31″ est | Monument aux morts de Chevigny                                                                 |
| Statue de la Vierge Marie (monument aux morts)                      | À déterminer                                        | Chevrotaine              | À déterminer                                                               | | À déterminer | 46° 39′ 25″ nord, 5° 51′ 09″ est | Monument aux morts de Chevrotaine                                                              |
| Monument aux morts                                                  | À déterminer                                        | Chille                   | À déterminer                                                               | | À déterminer | 46° 41′ 40″ nord, 5° 34′ 27″ est | Monument aux morts de Chille                                                                   |
| Monument aux morts                                                  | À déterminer                                        | Chilly-le-Vignoble       | À déterminer                                                               | | À déterminer | 46° 39′ 26″ nord, 5° 29′ 59″ est | Monument aux morts de Chilly-le-Vignoble                                                       |
| Monument aux morts                                                  | À déterminer                                        | Chilly-sur-Salins        | À côté de l'église Saint-Martin                                            | | À déterminer | 46° 53′ 25″ nord, 5° 52′ 07″ est | Monument aux morts de Chilly-sur-Salins                                                        |
| Monument aux morts                                                  | À déterminer                                        | Chisséria                | À déterminer                                                               | | À déterminer | 46° 22′ 45″ nord, 5° 33′ 49″ est | Monument aux morts de Chisséria                                                                |
| Monument aux morts                                                  | À déterminer                                        | Chissey-sur-Loue         | Dans l'église Saint-Christophe                                             | | À déterminer | à géolocaliser                   | Monument aux morts                                                                             |
| Poilu au repos (monument aux morts)                                 | Copie d'après Étienne Camus                         | Chissey-sur-Loue         | Sur la place de l'église                                                   | | À déterminer | 47° 01′ 16″ nord, 5° 43′ 12″ est | Monument aux morts de Chissey-sur-Loue                                                         |
| Monument aux morts de 1914-1918                                     | À déterminer                                        | Clairvaux-les-Lacs       | Dans l'église Saint-Nithier                                                | | À déterminer | à géolocaliser                   | Monument aux morts de 1914-1918                                                                |
| Monument aux morts                                                  | À déterminer                                        | Clairvaux-les-Lacs       | Sur la place du 8 mai 1945, au bord de la rue du Parterre                  | | À déterminer | 46° 34′ 32″ nord, 5° 45′ 02″ est | Monument aux morts de Clairvaux-les-Lacs                                                       |
| Poilu au repos (monument aux morts)                                 | Copie d'après Étienne Camus                         | Conliège                 | Sur la place du 11 juillet 1944, à côté de l'église de l'Assomption        | | À déterminer | 46° 39′ 17″ nord, 5° 35′ 57″ est | Monument aux morts de Conliège                                                                 |
| Monument aux morts                                                  | À déterminer                                        | Coyrière                 | Sur la façade de la mairie                                                 | | À déterminer | à géolocaliser                   | Monument aux morts                                                                             |
| Monument aux maquisards fusillés le 13 mars 1944                    | À déterminer                                        | Coyron                   | Intersection de la RD 470 et de la RD 301                                  | | À déterminer | 46° 30′ 50″ nord, 5° 40′ 53″ est | Image manquante                                                                                |
| Poilu au repos (monument aux morts)                                 | Copie d'après Étienne Camus                         | Dammartin-Marpain        | À déterminer                                                               | | À déterminer | à géolocaliser                   | Image manquante                                                                                |
| Le Poilu victorieux (monument aux morts)                            | Copie d'après Eugène Bénet                          | Dampierre                | Sur la place Arthur Gaulard, en face de la mairie                          | | 1921         | 47° 09′ 17″ nord, 5° 44′ 27″ est | Monument aux morts de Dampierre                                                                |
| Monument aux morts                                                  | À déterminer                                        | Darbonnay                | À déterminer                                                               | | À déterminer | 46° 48′ 56″ nord, 5° 36′ 12″ est | Monument aux morts de Darbonnay                                                                |
| Monument aux morts de 1870-1871                                     | À déterminer                                        | Dole                     | Dans le cimetière Nord                                                     | Érigé sur la place de la gare en 1887. | 2017         | à géolocaliser                   | Image manquante                                                                                |
| Monument aux morts de 1914-1918                                     | Félix-Alexandre Desruelles                          | Dole                     | Dans le cimetière Nord                                                     | | 1922         | 47° 06′ 10″ nord, 5° 29′ 26″ est | Monument aux morts de 1914-1918 de Dole                                                        |
| Monument aux Internés et Déportés                                   | À déterminer                                        | Dole                     | Dans le cimetière Nord                                                     | | 1990         | à géolocaliser                   | Monument aux Internés et Déportés                                                              |
| Poilu au repos (monument aux morts)                                 | Copie d'après Étienne Camus                         | Domblans                 | À déterminer                                                               | | À déterminer | à géolocaliser                   | Image manquante                                                                                |
| Monument aux morts                                                  | À déterminer                                        | Dompierre-sur-Mont       | À déterminer                                                               | | À déterminer | 46° 33′ 35″ nord, 5° 36′ 37″ est | Monument aux morts de Dompierre-sur-Mont                                                       |
| Monument aux fusillés du 11 juillet 1944                            | À déterminer                                        | Dompierre-sur-Mont       | À déterminer                                                               | | À déterminer | 46° 33′ 34″ nord, 5° 36′ 35″ est | Monument aux fusillés du 11 juillet 1944 de Dompierre-sur-Mont                                 |
| Monument aux morts                                                  | À déterminer                                        | Doucier                  | Dans l'église                                                              | | À déterminer | à géolocaliser                   | Image manquante                                                                                |
| Monument aux morts                                                  | À déterminer                                        | Écleux                   | Route du Val d'Amour (RD 93e)                                              | | À déterminer | 46° 59′ 58″ nord, 5° 44′ 16″ est | Monument aux morts d'Écleux                                                                    |
| Monument aux morts                                                  | À déterminer                                        | Esserval-Tartre          | Intersection de la Grande Rue et de la rue du Puits, à côté de l'église    | | À déterminer | 46° 48′ 31″ nord, 6° 02′ 43″ est | Monument aux morts d'Esserval-Tartre                                                           |
| Monument aux morts                                                  | À déterminer                                        | Étival                   | À déterminer                                                               | | À déterminer | 46° 30′ 25″ nord, 5° 47′ 37″ est | Monument aux morts d'Étival                                                                    |
| Monument aux morts                                                  | À déterminer                                        | Évans                    | À déterminer                                                               | | À déterminer | 47° 10′ 47″ nord, 5° 46′ 06″ est | Monument aux morts d'Évans                                                                     |
| Le Poilu victorieux (monument aux morts)                            | Copie d'après Eugène Bénet                          | Fort-du-Plasne           | Grande rue (RD 62)                                                         | | À déterminer | 46° 37′ 05″ nord, 5° 59′ 14″ est | Monument aux morts de Fort-du-Plasne                                                           |
| Monument aux morts                                                  | À déterminer                                        | Foucherans               | À déterminer                                                               | | À déterminer | 47° 05′ 01″ nord, 5° 27′ 08″ est | Monument aux morts de Foucherans                                                               |
| Monument aux morts                                                  | À déterminer                                        | Frasne-les-Meulières     | À déterminer                                                               | | À déterminer | 47° 12′ 18″ nord, 5° 30′ 02″ est | Monument aux morts de Frasne-les-Meulières                                                     |
| Monument aux morts de 1914-1918                                     | À déterminer                                        | Frontenay                | Dans l'église Sainte-Madeleine                                             | | À déterminer | à géolocaliser                   | Monument aux morts de 1914-1918                                                                |
| Poilu au repos (monument aux morts)                                 | Copie d'après Étienne Camus                         | Geruge                   | En face de la mairie et de l'église Saint-Sébastien                        | | À déterminer | 46° 37′ 35″ nord, 5° 31′ 47″ est | Monument aux morts de Geruge                                                                   |
| Monument aux morts                                                  | À déterminer                                        | Ivory                    | À déterminer                                                               | | À déterminer | à géolocaliser                   | Monument aux morts                                                                             |
| Monument aux morts de 1914-1918                                     | À déterminer                                        | L'Étoile                 | Dans l'église Saint-Corneille                                              | | À déterminer | à géolocaliser                   | Monument aux morts de 1914-1918                                                                |
| Monument aux morts                                                  | À déterminer                                        | L'Étoile                 | À déterminer                                                               | | À déterminer | 46° 42′ 52″ nord, 5° 32′ 12″ est | Monument aux morts de L'Étoile                                                                 |
| Monument aux morts                                                  | À déterminer                                        | La Barre                 | À déterminer                                                               | | À déterminer | 47° 08′ 52″ nord, 5° 40′ 58″ est | Monument aux morts de La Barre                                                                 |
| Monument aux morts                                                  | À déterminer                                        | La Boissière             | Sur la façade de la mairie                                                 | | À déterminer | 46° 25′ 20″ nord, 5° 31′ 51″ est | Monument aux morts de La Boissière                                                             |
| Monument aux morts                                                  | À déterminer                                        | La Bretenière            | À déterminer                                                               | | À déterminer | 47° 22′ 54″ nord, 6° 16′ 26″ est | Monument aux morts de La Bretenière                                                            |
| Monument aux morts                                                  | À déterminer                                        | La Chassagne             | À déterminer                                                               | | À déterminer | 46° 51′ 47″ nord, 5° 27′ 19″ est | Monument aux morts de La Chassagne                                                             |
| Monument aux morts                                                  | À déterminer                                        | La Châtelaine            | À déterminer                                                               | | À déterminer | 46° 52′ 29″ nord, 5° 49′ 05″ est | Monument aux morts de La Châtelaine                                                            |
| Monument aux morts                                                  | Louis Hertig                                        | La Chaumusse             | Route de Genève (RN 5), à côté de la mairie                                | | 1921         | 46° 35′ 36″ nord, 5° 57′ 23″ est | Monument aux morts de La Chaumusse                                                             |
| Poilu écrasant l'aigle allemand (d) (monument aux morts)            | Copie d'après Charles-Henri Pourquet                | La Chaux-du-Dombief      | Rue des Saillards, à côté de l'église Saint-Point                          | | 1923         | 46° 36′ 18″ nord, 5° 54′ 12″ est | Monument aux morts de La Chaux-du-Dombief                                                      |
| Monument aux morts                                                  | À déterminer                                        | La Ferté                 | À déterminer                                                               | | À déterminer | 46° 56′ 29″ nord, 5° 39′ 37″ est | Monument aux morts de La Ferté                                                                 |
| Monument aux morts                                                  | À déterminer                                        | La Loye                  | À déterminer                                                               | | À déterminer | 47° 01′ 36″ nord, 5° 33′ 27″ est | Monument aux morts de La Loye                                                                  |
| Monument aux morts                                                  | À déterminer                                        | La Marre                 | À côté de l'église de la Sainte-Trinité                                    | | À déterminer | à géolocaliser                   | Monument aux morts de La Marre                                                                 |
| Monument aux morts                                                  | À déterminer                                        | La Pesse                 | Sur la place de l'Église                                                   | | À déterminer | 46° 17′ 09″ nord, 5° 50′ 52″ est | Monument aux morts de La Pesse                                                                 |
| Monument aux morts                                                  | À déterminer                                        | La Rixouse               | Dans l'église Saint-Cyr-et-Sainte-Julitte                                  | | À déterminer | à géolocaliser                   | Monument aux morts                                                                             |
| Monument aux morts                                                  | À déterminer                                        | La Rixouse               | À déterminer                                                               | | À déterminer | 46° 28′ 13″ nord, 5° 53′ 20″ est | Monument aux morts de La Rixouse                                                               |
| Monument aux morts                                                  | À déterminer                                        | Lac-des-Rouges-Truites   | À déterminer                                                               | | À déterminer | à géolocaliser                   | Monument aux morts                                                                             |
| Monument aux morts                                                  | À déterminer                                        | Larnaud                  | Sur le parvis de l'église Saints-Gervais-et-Protais                        | | À déterminer | 46° 42′ 42″ nord, 5° 27′ 12″ est | Monument aux morts de Larnaud                                                                  |
| Monument aux morts                                                  | À déterminer                                        | Lavans-sur-Valouse       | Sur la façade de la mairie                                                 | | À déterminer | 46° 20′ 31″ nord, 5° 33′ 53″ est | Monument aux morts de Lavans-sur-Valouse                                                       |
| Poilu avec fusil (monument aux morts)                               | Copie d'après Jules Déchin                          | Le Deschaux              | À déterminer                                                               | | À déterminer | 46° 57′ 06″ nord, 5° 30′ 08″ est | Monument aux morts du Deschaux                                                                 |
| Monument aux morts                                                  | À déterminer                                        | Le Fied                  | À déterminer                                                               | | À déterminer | 46° 46′ 12″ nord, 5° 42′ 54″ est | Monument aux morts du Fied                                                                     |
| Monument aux morts                                                  | À déterminer                                        | Le Petit-Mercey          | À côté de la mairie                                                        | | À déterminer | 47° 11′ 51″ nord, 5° 44′ 37″ est | Monument aux morts du Petit-Mercey                                                             |
| Monument aux morts                                                  | À déterminer                                        | Le Vaudioux              | À déterminer                                                               | | À déterminer | 46° 41′ 35″ nord, 5° 55′ 31″ est | Monument aux morts du Vaudioux                                                                 |
| Monument aux morts                                                  | À déterminer                                        | Lect                     | À déterminer                                                               | | À déterminer | 46° 23′ 20″ nord, 5° 40′ 35″ est | Monument aux morts de Lect                                                                     |
| Monument aux morts de Vouglans                                      | À déterminer                                        | Lect                     | À déterminer                                                               | | À déterminer | à géolocaliser                   | Monument aux morts de Vouglans                                                                 |
| Au mépris du danger (d) (monument aux morts)                        | Copie d'après Eugène Bénet                          | Légna                    | À déterminer                                                               | | À déterminer | 46° 25′ 37″ nord, 5° 35′ 44″ est | Monument aux morts de Légna                                                                    |
| Monument aux morts                                                  | À déterminer                                        | Les Deux-Fays            | À déterminer                                                               | | À déterminer | 46° 52′ 57″ nord, 5° 28′ 53″ est | Monument aux morts des Deux-Fays                                                               |
| Monument aux morts                                                  | À déterminer                                        | Les Essards-Taignevaux   | À côté de l'église Saint-Louis                                             | | À déterminer | 46° 54′ 40″ nord, 5° 25′ 04″ est | Monument aux morts des Essards-Taignevaux                                                      |
| Monument aux morts                                                  | À déterminer                                        | Les Repôts               | Devant la mairie                                                           | | À déterminer | 46° 40′ 53″ nord, 5° 25′ 02″ est | Monument aux morts des Repôts                                                                  |
| Monument aux morts de 1914-1918                                     | À déterminer                                        | Lons-le-Saunier          | Dans l'église des Cordeliers                                               | | À déterminer | à géolocaliser                   | Monument aux morts de 1914-1918                                                                |
| Monument aux morts de 1914-1918                                     | À déterminer                                        | Lons-le-Saunier          | Dans l'église des Cordeliers                                               | | À déterminer | à géolocaliser                   | Monument aux morts de 1914-1918                                                                |
| Monument aux morts                                                  | À déterminer                                        | Lons-le-Saunier          | À déterminer                                                               | | À déterminer | 46° 40′ 24″ nord, 5° 33′ 32″ est | Monument aux morts de Lons-le-Saunier                                                          |
| Monument aux agents de la SNCF morts                                | À déterminer                                        | Lons-le-Saunier          | Sur la façade de la gare                                                   | | À déterminer | à géolocaliser                   | Monument aux agents de la SNCF morts                                                           |
| Le Poilu mourant en défendant le Drapeau (monument aux morts)       | À déterminer                                        | Macornay                 | À côté de l'église Notre-Dame de la Nativité                               | | 1922         | 46° 38′ 38″ nord, 5° 32′ 29″ est | Monument aux morts de Macornay                                                                 |
| Monument aux morts                                                  | À déterminer                                        | Malange                  | À déterminer                                                               | | À déterminer | 47° 10′ 34″ nord, 5° 36′ 52″ est | Monument aux morts de Malange                                                                  |
| Poilu montant la garde sans baïonnette (monument aux morts)         | Copie d'après Jules Pollacchi                       | Marigna-sur-Valouse      | À déterminer                                                               | | À déterminer | 46° 26′ 51″ nord, 5° 31′ 42″ est | Monument aux morts de Marigna-sur-Valouse                                                      |
| Monument aux morts                                                  | À déterminer                                        | Marigny                  | Au chevet de l'église Saint-Théodule                                       | | À déterminer | à géolocaliser                   | Monument aux morts                                                                             |
| Monument aux morts                                                  | À déterminer                                        | Marnoz                   | À déterminer                                                               | | À déterminer | 46° 56′ 58″ nord, 5° 49′ 59″ est | Monument aux morts de Marnoz                                                                   |
| Monument aux morts                                                  | À déterminer                                        | Mathenay                 | À déterminer                                                               | | À déterminer | 46° 55′ 59″ nord, 5° 40′ 41″ est | Monument aux morts de Mathenay                                                                 |
| Le Poilu mourant en défendant le Drapeau (monument aux morts)       | À déterminer                                        | Maynal                   | À côté de l'église                                                         | | À déterminer | 46° 33′ 31″ nord, 5° 25′ 20″ est | Monument aux morts de Maynal                                                                   |
| Monument aux morts                                                  | À déterminer                                        | Mérona                   | À déterminer                                                               | | À déterminer | 46° 33′ 20″ nord, 5° 38′ 07″ est | Monument aux morts de Mérona                                                                   |
| Monument aux morts                                                  | À déterminer                                        | Mesnay                   | À déterminer                                                               | | À déterminer | 46° 54′ 05″ nord, 5° 47′ 37″ est | Monument aux morts de Mesnay                                                                   |
| Monument aux morts                                                  | À déterminer                                        | Messia-sur-Sorne         | À déterminer                                                               | | À déterminer | 46° 39′ 45″ nord, 5° 31′ 17″ est | Monument aux morts de Messia-sur-Sorne                                                         |
| Monument aux morts                                                  | À déterminer                                        | Meussia                  | Sur la place du Souvenir Français                                          | | À déterminer | 46° 29′ 56″ nord, 5° 43′ 36″ est | Monument aux morts de Meussia                                                                  |
| Poilu mourant (monument aux morts)                                  | Copie d'après Jules Déchin                          | Mièges                   | À côté de l'église Saint-Germain                                           | | À déterminer | à géolocaliser                   | Poilu mourant (monument aux morts)                                                             |
| Monument aux morts                                                  | À déterminer                                        | Miéry                    | Dans le cimetière, à côté de l'église Saint-Laurent                        | | À déterminer | 46° 48′ 48″ nord, 5° 40′ 29″ est | Monument aux morts de Miéry                                                                    |
| Monument aux morts                                                  | Buffet-Chaillet                                     | Moirans-en-Montagne      | À déterminer                                                               | | 1922         | à géolocaliser                   | Monument aux morts                                                                             |
| Monument aux morts de 1870-1871                                     | À déterminer                                        | Molamboz                 | À côté de l'église Saint-Antoine-et-Saint-Éloi                             | | À déterminer | 46° 56′ 20″ nord, 5° 41′ 12″ est | Monument aux morts de 1870-1871 de Molamboz                                                    |
| Monument aux morts                                                  | À déterminer                                        | Molamboz                 | À déterminer                                                               | | À déterminer | 46° 56′ 24″ nord, 5° 41′ 04″ est | Monument aux morts de Molamboz                                                                 |
| Poilu au repos (monument aux morts)                                 | Copie d'après Étienne Camus                         | Molinges                 | À déterminer                                                               | | À déterminer | 46° 21′ 22″ nord, 5° 45′ 58″ est | Monument aux morts de Molinges                                                                 |
| Monument aux morts de 1914-1918                                     | À déterminer                                        | Montagna-le-Reconduit    | Dans l'église Saint-Pierre-ès-Liens                                        | | À déterminer | à géolocaliser                   | Monument aux morts de 1914-1918                                                                |
| Monument aux morts                                                  | À déterminer                                        | Montmorot                | Sur la place de la Mairie, au bord de la RD 351                            | | À déterminer | 46° 40′ 37″ nord, 5° 31′ 49″ est | Monument aux morts de Montmorot                                                                |
| Monument aux résistants fusillés le 1er septembre 1944              | À déterminer                                        | Morbier                  | Route des Gentianes                                                        | | À déterminer | à géolocaliser                   | Monument aux résistants fusillés le 1er septembre 1944                                         |
| Monument aux morts                                                  | Pierre Curillon et Ernest Diosi                     | Morez                    | Sur la place Notre-Dame                                                    | | 1922         | à géolocaliser                   | Image manquante                                                                                |
| Monument aux morts                                                  | À déterminer                                        | Morval                   | À déterminer                                                               | | À déterminer | 46° 25′ 06″ nord, 5° 26′ 10″ est | Monument aux morts de Morval                                                                   |
| Poilu au repos (monument aux morts)                                 | Copie d'après Étienne Camus                         | Nanc-lès-Saint-Amour     | À côté de l'église Saint-Martin                                            | | 1921         | 46° 25′ 27″ nord, 5° 21′ 27″ est | Monument aux morts de Nanc-lès-Saint-Amour                                                     |
| Monument aux morts                                                  | À déterminer                                        | Nance                    | À déterminer                                                               | | À déterminer | 46° 44′ 23″ nord, 5° 25′ 36″ est | Monument aux morts de Nance                                                                    |
| Monument aux morts                                                  | À déterminer                                        | Nancuise                 | Sur la façade de la mairie                                                 | | À déterminer | 46° 28′ 00″ nord, 5° 31′ 59″ est | Monument aux morts de Nancuise                                                                 |
| Monument aux morts                                                  | À déterminer                                        | Neuvilley                | Devant la mairie                                                           | | À déterminer | 46° 53′ 50″ nord, 5° 35′ 37″ est | Monument aux morts de Neuvilley                                                                |
| Monument aux morts                                                  | À déterminer                                        | Nevy-lès-Dole            | À côté de l'église Saint-Pierre-et-Saint-Paul                              | | À déterminer | 47° 00′ 09″ nord, 5° 31′ 07″ est | Monument aux morts de Nevy-lès-Dole                                                            |
| Monument aux morts                                                  | À déterminer                                        | Ney                      | Rue de l'Église                                                            | | À déterminer | 46° 44′ 09″ nord, 5° 53′ 21″ est | Monument aux morts de Ney                                                                      |
| Monument aux morts                                                  | À déterminer                                        | Nozeroy                  | Dans le vestibule de la collégiale Saint-Antoine                           | | À déterminer | à géolocaliser                   | Monument aux morts                                                                             |
| Monument aux morts                                                  | À déterminer                                        | Nozeroy                  | Dans le vestibule de la collégiale Saint-Antoine                           | | À déterminer | à géolocaliser                   | Monument aux morts                                                                             |
| Monument aux morts                                                  | Charles Desvergnes                                  | Nozeroy                  | Dans le cimetière                                                          | | À déterminer | 46° 46′ 31″ nord, 6° 02′ 03″ est | Monument aux morts de Nozeroy                                                                  |
| Monument aux morts                                                  | À déterminer                                        | Offlanges                | À déterminer                                                               | | À déterminer | à géolocaliser                   | Monument aux morts                                                                             |
| Monument aux morts                                                  | À déterminer                                        | Ougney                   | Intersection de la rue de l'Église et de la rue du Barboux                 | | À déterminer | 47° 14′ 24″ nord, 5° 40′ 02″ est | Monument aux morts d'Ougney                                                                    |
| Monument aux morts                                                  | À déterminer                                        | Ounans                   | Devant la mairie                                                           | | À déterminer | 46° 59′ 39″ nord, 5° 40′ 04″ est | Monument aux morts d'Ounans                                                                    |
| Monument aux morts                                                  | Georges Laëthier                                    | Pagney                   | Intersection de la Grande Rue (RD 459) et de l'impasse Curtil Brusset      | | 1926         | 47° 14′ 56″ nord, 5° 41′ 59″ est | Monument aux morts de Pagney                                                                   |
| Monument aux morts                                                  | À déterminer                                        | Pagnoz                   | Sur le parvis de la chapelle Saint-Michel                                  | | À déterminer | 46° 58′ 09″ nord, 5° 49′ 08″ est | Monument aux morts de Pagnoz                                                                   |
| Monument aux morts                                                  | À déterminer                                        | Pannessières             | À déterminer                                                               | | À déterminer | 46° 41′ 56″ nord, 5° 35′ 52″ est | Monument aux morts de Pannessières                                                             |
| Monument aux morts                                                  | À déterminer                                        | Parcey                   | À déterminer                                                               | | À déterminer | 47° 01′ 22″ nord, 5° 29′ 06″ est | Monument aux morts de Parcey                                                                   |
| Monument aux morts                                                  | À déterminer                                        | Peintre                  | À côté de l'église Saint-Sébastien                                         | | À déterminer | 47° 11′ 38″ nord, 5° 28′ 49″ est | Monument aux morts de Peintre                                                                  |
| Monument aux morts                                                  | À déterminer                                        | Peseux                   | À côté de l'église Saint-Martin                                            | | À déterminer | 46° 59′ 34″ nord, 5° 22′ 08″ est | Monument aux morts de Peseux                                                                   |
| Monument aux morts                                                  | À déterminer                                        | Pillemoine               | À déterminer                                                               | | À déterminer | à géolocaliser                   | Image manquante                                                                                |
| Monument aux morts                                                  | À déterminer                                        | Plainoiseau              | À déterminer                                                               | | À déterminer | 46° 43′ 47″ nord, 5° 33′ 19″ est | Monument aux morts de Plainoiseau                                                              |
| Monument aux morts                                                  | À déterminer                                        | Plaisia                  | Au chevet de l'église Saint-Étienne                                        | | À déterminer | à géolocaliser                   | Monument aux morts                                                                             |
| Monument aux morts                                                  | À déterminer                                        | Plasne                   | À déterminer                                                               | | À déterminer | 46° 48′ 03″ nord, 5° 41′ 09″ est | Monument aux morts de Plasne                                                                   |
| Monument aux morts de Chaînée-des-Coupis, Chêne-Bernard et Pleure   | À déterminer                                        | Pleure                   | À déterminer                                                               | | À déterminer | 46° 54′ 54″ nord, 5° 27′ 27″ est | Monument aux morts de Pleure                                                                   |
| Monument aux morts                                                  | À déterminer                                        | Plumont                  | À côté de la mairie                                                        | | À déterminer | 47° 07′ 26″ nord, 5° 42′ 41″ est | Monument aux morts de Plumont                                                                  |
| Monument aux morts                                                  | À déterminer                                        | Pointre                  | À déterminer                                                               | | À déterminer | 47° 13′ 28″ nord, 5° 30′ 02″ est | Monument aux morts de Pointre                                                                  |
| Monument aux morts                                                  | À déterminer                                        | Poisoux                  | À déterminer                                                               | | À déterminer | à géolocaliser                   | Monument aux morts                                                                             |
| Monument aux morts de 1870-1871                                     | Pansard                                             | Poligny                  | Dans le cimetière                                                          | | À déterminer | à géolocaliser                   | Image manquante                                                                                |
| Monument aux morts                                                  | Gaston Petit                                        | Poligny                  | À déterminer                                                               | | 1922         | à géolocaliser                   | Monument aux morts                                                                             |
| Monument aux morts                                                  | À déterminer                                        | Pont-d'Héry              | À déterminer                                                               | | À déterminer | 46° 52′ 14″ nord, 5° 53′ 58″ est | Monument aux morts de Pont-d'Héry                                                              |
| Monument aux morts                                                  | À déterminer                                        | Pretin                   | À déterminer                                                               | | À déterminer | 46° 56′ 11″ nord, 5° 50′ 19″ est | Monument aux morts de Pretin                                                                   |
| Monument aux morts                                                  | À déterminer                                        | Rahon                    | À côté de l'église Notre-Dame de l'Assomption                              | | À déterminer | 46° 59′ 15″ nord, 5° 27′ 43″ est | Monument aux morts de Rahon                                                                    |
| Monument aux morts                                                  | À déterminer                                        | Rainans                  | À déterminer                                                               | | À déterminer | 47° 09′ 20″ nord, 5° 29′ 04″ est | Monument aux morts de Rainans                                                                  |
| Monument aux morts                                                  | À déterminer                                        | Rans                     | À déterminer                                                               | | À déterminer | 47° 08′ 38″ nord, 5° 43′ 36″ est | Monument aux morts de Rans                                                                     |
| Monument aux morts                                                  | À déterminer                                        | Ravilloles               | À déterminer                                                               | | À déterminer | 46° 25′ 30″ nord, 5° 48′ 09″ est | Monument aux morts de Ravilloles                                                               |
| Monument aux morts                                                  | À déterminer                                        | Recanoz                  | À déterminer                                                               | | À déterminer | 46° 48′ 31″ nord, 5° 30′ 22″ est | Monument aux morts de Recanoz                                                                  |
| Monument aux morts                                                  | À déterminer                                        | Rochefort-sur-Nenon      | À déterminer                                                               | | À déterminer | 47° 07′ 26″ nord, 5° 33′ 39″ est | Monument aux morts de Rochefort-sur-Nenon                                                      |
| Poilu écrasant l'aigle allemand (d) (monument aux morts)            | Copie d'après Charles-Henri Pourquet                | Ruffey-sur-Seille        | Devant la mairie                                                           | | À déterminer | à géolocaliser                   | Poilu écrasant l'aigle allemand (d) (monument aux morts)                                       |
| Monument aux maquisards morts le 27 juillet 1944                    | À déterminer                                        | Saligney                 | RD 15                                                                      | | À déterminer | à géolocaliser                   | Monument aux maquisards morts le 27 juillet 1944                                               |
| Monument aux morts de 1870-1871                                     | À déterminer                                        | Salins-les-Bains         | Chemin de la Tour Ronde                                                    | | À déterminer | à géolocaliser                   | Image manquante                                                                                |
| Monument aux morts                                                  | Eugène Bourgouin                                    | Salins-les-Bains         | Intersection de rue Gambetta et de la RD 492                               | | 1926         | à géolocaliser                   | Image manquante                                                                                |
| La pleureuse et le poilu (monument aux morts)                       | Charles Gir                                         | Saint-Amour              | Sur la place d'Armes                                                       | | À déterminer | à géolocaliser                   | Image manquante                                                                                |
| Monument aux morts                                                  | À déterminer                                        | Saint-Aubin              | À déterminer                                                               | | À déterminer | à géolocaliser                   | Monument aux morts                                                                             |
| Monument aux morts                                                  | À déterminer                                        | Saint-Germain-lès-Arlay  | À déterminer                                                               | | À déterminer | 46° 45′ 33″ nord, 5° 33′ 33″ est | Monument aux morts de Saint-Germain-lès-Arlay                                                  |
| Monument aux morts                                                  | À déterminer                                        | Saint-Julien             | À déterminer                                                               | | À déterminer | à géolocaliser                   | Monument aux morts                                                                             |
| Monument aux morts                                                  | Dans le cimetière, à côté de l'église Saint-Lothain | Saint-Lothain            | À déterminer                                                               | | À déterminer | à géolocaliser                   | Monument aux morts« Monument aux morts de 1914-1918 à Saint-Lothain », sur À nos grands hommes |
| Poilu au repos (monument aux morts)                                 | Copie d'après Étienne Camus                         | Serre-les-Moulières      | À côté de l'église                                                         | | À déterminer | 47° 12′ 14″ nord, 5° 37′ 03″ est | Monument aux morts de Serre-les-Moulières                                                      |
| Monument aux morts                                                  | À déterminer                                        | Sirod                    | En face de la mairie                                                       | | À déterminer | à géolocaliser                   | Monument aux morts                                                                             |
| Monument aux morts de Bourg-de-Sirod, Conte, Lent, Sirod et Treffay | À déterminer                                        | Sirod                    | Dans le cimetière                                                          | | À déterminer | à géolocaliser                   | Monument aux morts de Bourg-de-Sirod, Conte, Lent, Sirod et Treffay                            |
| Monument aux morts                                                  | À déterminer                                        | Tancua                   | À déterminer                                                               | | À déterminer | 46° 31′ 24″ nord, 5° 58′ 39″ est | Monument aux morts de Tancua                                                                   |
| Monument aux morts                                                  | À déterminer                                        | Taxenne                  | Route d'Ougney                                                             | | À déterminer | à géolocaliser                   | Monument aux morts                                                                             |
| Monument aux morts                                                  | À déterminer                                        | Verges                   | À déterminer                                                               | | À déterminer | à géolocaliser                   | Image manquante                                                                                |
| Monument aux morts                                                  | À déterminer                                        | Véria                    | Dans le cimetière, à côté de l'église Saint-Martin                         | | À déterminer | à géolocaliser                   | Monument aux morts                                                                             |
| Monument aux morts                                                  | À déterminer                                        | Vers-sous-Sellières      | À déterminer                                                               | | À déterminer | 46° 49′ 30″ nord, 5° 32′ 06″ est | Monument aux morts de Vers-sous-Sellières                                                      |
| Le Poilu victorieux (monument aux morts)                            | Copie d'après Eugène Bénet                          | Villards-d'Héria         | À déterminer                                                               | | À déterminer | à géolocaliser                   | Image manquante                                                                                |
| Monument aux morts                                                  | À déterminer                                        | Villeneuve-d'Aval        | À déterminer                                                               | | À déterminer | à géolocaliser                   | Monument aux morts                                                                             |
| Monument aux morts                                                  | À déterminer                                        | Villeneuve-lès-Charnod   | Sur la façade de la mairie                                                 | | À déterminer | 46° 20′ 12″ nord, 5° 28′ 43″ est | Monument aux morts de Villeneuve-lès-Charnod                                                   |
| Monument aux morts                                                  | À déterminer                                        | Villeneuve-sous-Pymont   | À déterminer                                                               | | À déterminer | 46° 41′ 27″ nord, 5° 33′ 04″ est | Monument aux morts de Villeneuve-sous-Pymont                                                   |
| Monument aux morts                                                  | Louis-Aimé Lejeune                                  | Villers-Farlay           | À déterminer                                                               | | 1921         | 46° 59′ 55″ nord, 5° 45′ 06″ est | Monument aux morts de Villers-Farlay                                                           |
| Monument aux morts                                                  | À déterminer                                        | Villers-les-Bois         | À déterminer                                                               | | À déterminer | 46° 54′ 44″ nord, 5° 34′ 44″ est | Monument aux morts de Villers-les-Bois                                                         |
| Monument aux morts                                                  | À déterminer                                        | Villers-Robert           | À déterminer                                                               | | À déterminer | 46° 57′ 09″ nord, 5° 31′ 08″ est | Monument aux morts de Villers-Robert                                                           |
| Monument aux morts                                                  | À déterminer                                        | Viry                     | À déterminer                                                               | | À déterminer | à géolocaliser                   | Monument aux morts                                                                             |
| Monument aux morts                                                  | À déterminer                                        | Vriange                  | Dans le cimetière, à côté de l'église de l'Assomption-de-la-Mère-de-Dieu   | | À déterminer | 47° 10′ 48″ nord, 5° 34′ 54″ est | Monument aux morts de Vriange                                                                  |